# Helicorhoidion nypicola
Helicorhoidion nypicola är en svampart som beskrevs av K.D. Hyde & Goh 1999. Helicorhoidion nypicola ingår i släktet Helicorhoidion, divisionen sporsäcksvampar och riket svampar.   Inga underarter finns listade i Catalogue of Life.